# Finszter Géza
Finszter Géza (Budapest, 1945. május 19. –) jogtudós, kriminológus, egyetemi tanár, az MTA doktora, a rendőrségi reform élharcosa.

## Előzmények
Az általános iskolát Pestszentlőrincen, az Állami lakótelepen, középiskolai tanulmányait a pestszentlőrinci Rudas László Közgazdasági Szakközépiskola és Gimnáziumban végezte.

## Szakmai végzettsége
- 1963-1968 jogi diploma
- 1984 Állam és jogtudomány kandidátusa (CSc)
- 2006-2007 PTE címzetes egyetemi tanár[1][2]
- 2007 Állam és jogtudomány nagydoktora (DSc) MTA

## Szakmai életrajza
- 1968-1984 BM (állambiztonsági) Vizsgálati Osztályának (III/1.) beosztottja
- 1974 - 1984 BM (állambiztonsági) Vizsgálati Osztályának (III/1) helyettes vezetője
- 1990-ben tagja volt az ún. Diczig-bizottságnak
- Belügyi Szemle elméleti szakfolyóirat főszerkesztője
- 1993 és 1997 között a Rendőrtiszti Főiskola főigazgató-helyettes
- 1996 Bűnügyi Szakértői és Kutató Intézet igazgatója
- 1997 Országos Kriminológiai Intézet
- 2000 ELTE Állam- és Jogtudományi Kar
- Országos Doktori Tanács tagja
- 2014-től a Magyar Tudományos Akadémia Állam- és Jogtudományi Bizottságának elnökhelyettese

## Kutatási területek
- rendészeti igazgatás
- rendőrség
- kriminálpolitika
- büntetőeljárás
- kriminalisztika

## Publikációk
- az akkreditációnál figyelembe vehető tudományos közleményeinek száma: 107
- összes tudományos közleményeinek száma: 114
- monográfiák és szakkönyvek: 3
- monográfiák és szakkönyvek száma melyben fejezetet/részt írt: 2
- külföldön megjelent, figyelembe vehető tudományos közleményei: 6
- hazai kiadású, figyelembe vehető idegen nyelvű közleményei: 2
- összes tudományos közleményének független idézettségi száma: 82
- A rendészet társadalomelmélete; RTF, Bp., 2003
- A rendészet elmélete; KJK-Kerszöv, Bp., 2003
- Bócz Endre–Finszter Géza: Kriminalisztika joghallgatóknak; Magyar Hivatalos Közlönykiadó, Bp., 2008
- Évtizedek a kriminológiában. Szabó Dénes 80 éves; szerk. Finszter Géza, Korinek László; Magyar Kriminológiai Társaság, Bp., 2009
- A rendészet elmélete és a rendészeti eszközrendszer. Közös modul; Nemzeti Közszolgálati és Tankönyvkiadó, Bp., 2013
- A rendőrség joga; Nemzeti Közszolgálati Egyetem Rendészettudományi Kar, Bp., 2014
- Rendészetelmélet; Nemzeti Közszolgálati Egyetem Rendészettudományi Kar, Bp., 2014
- Egy jobb világot hátrahagyni... Tanulmányok Korinek László professzor tiszteletére; szerk. Finszter Géza, Kőhalmi László, Végh Zsuzsanna; Pécsi Tudományegyetem Állam- és Jogtudományi Kar, Pécs, 2016

## Kitüntetések
- 2009 A Magyar Érdemrend lovagkeresztje (polgári tagozat)[3]
- Eötvös József Koszorú 2016